# Гудок
Гудок, гудрон, смик — давньоруський триструнний скомороший музичний інструмент з корпусом грушеподібної форми, на якому грали лукоподібним смичком. Під час гри стоячи корпус упирали до грудей, сидячи — ставили на коліно. Мелодію здебільшого грали на одній струні, дві інші звучали як бурдонні, тобто на постійній висоті.
В українських народних піснях гудок згадується дуже рідко, та й то переважно у зв’язку з танцями. Тепер на Закарпатті та Прикарпатті гудком називають скрипки.
Заграй же, гудачеку,

Най собі станцюю,

Курка мені яйця знесе,

Я ти подарую.